# Goubet I
Die Goubet I war das erste U-Boot des französischen Erfinders Claude Goubet und weltweit das zweite mit elektrischem Antrieb und das erste elektrisch angetriebene U-Boot der französischen Marine.

## Beschreibung
Am 26. Oktober 1885 meldete Goubet die Konstruktion eines U-Bootes mit elektrischem Antrieb und reichte die Zeichnungen 1886 bei der französischen Marine ein. Nachdem man die Pläne studiert hatte, bestellte der französische Marineminister Vizeadmiral Hyacinthe Aube am 12. September 1886 ein Exemplar des U-Bootes und schon am 26. September 1886 wurde mit dem Bau begonnen. Die Goubet I sollte bis zum 18. Dezember 1886 abgeliefert werden. Es kam jedoch zu Verzögerungen und so lief sie erst im März 1887 vom Stapel und wurde erst am 2. November 1888 abgeliefert.
Der Bootsrumpf war 5,00 m lang, 1,00 m breit und 1,77 m hoch, bestand aus Bronze und war in einem Stück gegossen. Der Antrieb erfolgt über eine Schraube, die durch einen Elektromotor von Siemens angetrieben wurde. Den Strom lieferten entweder Zink-Kohle-Zellen von Alexander Schanschieff oder Batterien von Stichetline. Die Geschwindigkeit wurde über die Anzahl der zugeschalteten Batterien reguliert.
Die Steuerung des Bootes erfolgte über den drehbaren Propeller. Zum Untertauchen ließ man Wasser in einen Tank einströmen und zum Auftauchen konnte dieses mit einer Pumpe wieder abgepumpt werden. Zur Stabilisierung des Bootes gab es Ballasttanks im Bug und im Heck, zwischen denen Wasser ausgetauscht werden konnte. Außerdem war ein Gewicht von 300 kg unterhalb des Rumpfes befestigt, das zusätzlich für Stabilität sorgen sollte. Dieses konnte im Notfall entriegelt und abgeworfen werden und das U-Boot stieg dann sofort zur Wasseroberfläche auf. Diese Vorkehrung rettete Marinesoldaten bei Versuchsfahrten in Cherbourg vermutlich das Leben. Als eine hydrostatische Rohrleitung brach und Wasser in die Kabine eintrat, lösten sie den Mechanismus aus und das U-Boot tauchte abrupt auf.
In der Kuppel des U-Bootes gab es Fensterscheiben. Mittels Prismen konnte der Blickwinkel verändert werden und eine elektrische Lampe am Bug sorgte unter Wasser für Licht. Das U-Boot verfügte über einen Torpedo, der von unten an ein feindliches Schiff angebracht und über ein langes Kabel aus der Ferne gezündet werden konnte. Außerdem gab es ein Messer am Bug, mit dem Kabel und Befestigungen von Unterseeminen gekappt werden konnten. Der Platz für die beiden Besatzungsmitglieder war sehr begrenzt und so waren ihre Sitzplätze mit dem Rücken zueinander angeordnet.
Als Luftvorrat verfügte das Boot über einen 80-Liter-Tank, in dem Druckluft mit 50 bar vorgehalten wurde und der für eine Tauchfahrt von 10 Stunden reichen sollte. Zusätzlich wurde die Raumluft mittels Kaliumhydroxid von Kohlenstoffdioxid befreit und mit Chlorkalk wurden schädliche Atmungsprodukte abgebaut.

## Testfahrten
Eine erste Probefahrt absolvierte Goubet bereits im März 1887 auf der Seine bei Paris. Nach der Ablieferung wurde 1889 in Cherbourg zunächst ein Tauchversuch unternommen. Es konnte gezeigt werden, dass das U-Boot ohne Probleme 8 h untergetaucht bleiben konnte. Es kam jedoch zu Problemen mit dem Antrieb und so verbrachte man die Goubet I zurück in die Werft, um Optimierungen vorzunehmen.
Am 13. April 1890 führte man in Cherbourg einen umfangreichen Test durch. Das U-Boot musste unter dem Rumpf von fünf Torpedobooten hindurchtauchen, mehrere Bojen umrunden, die St. Maragaret, einen englischen Frachter, rammen, die Befestigung einer Unterseemine kappen und den Propeller eines Schiffes blockieren. Obwohl alle Aufgaben erfolgreich abgeschlossen wurden, hielt man die Goubet I für ungeeignet. So konnte sie nicht die Tauchtiefe halten und eine Geschwindigkeit in aufgetauchtem Zustand von 5–6 Knoten hielt man für nicht zeitgemäß.
Nachdem man Verbesserungen am U-Boot vorgenommen hatte, folgten im Mai und Juni 1891 unter der Leitung des Konteradmirals Alfred Albert Gervais weitere Tests. So umrundete man im Hafen von Cherbourg zuerst die Dampffregatte Marengo in halb untergetauchtem Zustand und danach vollständig untergetaucht. Danach tauchte man unter im Hafen liegenden Schiffen hindurch. Trotz der Erfolge lehnte das Marineministerium die Goubet I wegen ihrer geringen Größe endgültig ab. Man zahlte jedoch einen Betrag von 20.000 Franc.
Als Nachfolgemodell konstruierte Claude Goubet schließlich die Goubet II. Die Goubet I wurde am 7. Mai 1906 zum Abbruch nach Noyon verkauft.